# みえるひと
『みえるひと』は、岩代俊明による日本の漫画作品。話数カウントは「第n譚」である。

## あらすじ
高校に入学するために上京してきた桶川姫乃は、自分に取り憑いていた悪霊・「陰魄」を、霊問題の専門家である案内屋・明神冬悟に退治してもらう。その後、明神が経営する「うたかた荘」の住人となった姫乃は、陰魄にまつわる様々な問題に巻き込まれていく。

## 世界観
作中の世界や文明レベルは現代日本とほぼ同じであるが、霊の存在や特殊能力を用いた戦闘などにファンタジー要素が見られる。

### 案内屋
案内屋（あんないや）は霊に関するエキスパートであり、陰魄退治や陽魂の保護などを行う。それらの仕事は内容によって仏滅、赤口といった六曜を基にした名前で呼ばれる。「梵術」と呼ばれる術を使う。一般に名跡襲名制に似た襲名を行い、各自自分の師匠の名跡（姓）と本名（名）を合成した名前を名乗っている。案内屋の名跡である姓には「神」という字が含まれ、そのまま案内屋の最も得意とする属性（明神=空・神吹=風・火神楽=火・湟神=水など）を表す。

#### 梵術
梵術（ぼんじゅつ）は、案内屋が使う対霊戦闘術である。「頸」と呼ばれる魂の力を使う必要があるため、案内屋やその素質を持った魂の強い者しか使用できない。世を構成する五大である空（キャ）・風（カ）・火（ラ）・水（バ）・地（ア）の力を梵字を用いて利用し、剄を術に昇華させる。各案内屋にはそれぞれの素質により得意とする属性があるが、ほかの属性の梵術を使用することも可能である。ただし、専門外の梵術の効果や威力は、専門としている者よりも劣る。 大抵の案内屋もしくは梵術使いは、「黄布」という梵字が書かれた黄色い布を使い、剄の操作を補助して梵術を使用する。
梵術の種類については梵術を参照。

#### 梵痕
梵痕（サン＝スティグマ）は、五大の属性ごとに存在する、剄の操作技術を飛躍的に向上させる「高出力剄回路」である。案内屋の中でも一部の者だけが持ち、陰魄達には脅威として認識されている。案内屋の体表面にそれぞれの属性に対応した梵字として現れるが、そのサイズがそのまま所有者の潜在能力の大きさを表している。また、肉体へのある程度の反動を伴う。

### 霊
未練があるために現世に留まった魂を本作品では「霊」と表現している。人間以外の動物も霊になり、小さな虫や小動物の集合体が一体の霊を作り出す場合もある。未練がなくなると成仏する。生者からは基本的に目視や接触は不可能だが、霊からは生者を見ることができる。魂の力が高い者は霊の目視・接触が可能であり、また、生者が生死の狭間に立ち、死の世界に近づいたとき、その者の持つ霊感が高ければ霊が見えるようになる。 生者が有し、案内屋が利用するエネルギーである「剄（ケイ）」に対して、「魄（ハク）」と呼ばれるエネルギーを持ち、そのエネルギーを利用した技を使う者もいる。
霊は「陽魂」と「陰魄」に大別されているが、ガク曰く陽魂と陰魄に潜在的な能力の違いはなく、未練や想いの差による「生前の常識への固執の有無」で決まっている。

#### 陽魂
陽性の想いで現世に留まった霊は、陽魂（ようこん）と呼ばれる。全体的に生前の姿や力に近く、気性の穏やかな者が多い。陰魄に襲われる対象となりやすい。また、陽魂が死後に負の想いに囚われて陰魄となる場合もある。

#### 陰魄
陰性の想いで現世に留まった霊は、陰魄（いんはく）と呼ばれる。魂のエネルギーを求めて他者を襲う、俗に言う悪霊である。カナゴモリのように人工的に生み出される個体もいる。陽魂と同じように生者からは接触できないが、陰魄が触りたいと思えば陰魄から生者に触ることができる。そのため、陰魄による被害は陽魂のみならず生者に対してもおよぶ。
人間願望（アニマ）
人間への憧れや嫉妬から力を得た動物の陰魄。人間社会の飛躍的な発展により、近年になって現れ始めた。その姿は動物的な部分こそ残っているものの、共通して人型に近く、人間のように二足歩行を行い、人語を理解する。
妖（あやかし）
高い霊威を持ち、強大な身体特徴や特殊能力を持っている動物の総称である。
パラノイドサーカス
キヨイが率いる妖の陰魄グループ。人類滅亡を目的としており、「無縁断世」の力を持つ桶川母子を狙う。

### その他
無縁断世（むえんだんせ）
霊魂を創り変える力を持つ、突然変異の霊能力者。数世代に一人しか現れることはなく、16歳頃に発現する。

## 梵術・技

### 梵術
基本的に案内屋の能力はそれぞれ自分の性質に適した種類の術を習得・鍛錬し使用するが、他の種類の術も習得可能（ただし威力は自分の専門には劣る）。地（ア）の梵術は、作中に使用者が登場していないため詳細は不明である。

#### 空の梵術
空（キャ）の梵術は、「発剄」である。体外へ剄を放出する技術。自身の体内に剄を巡らせることで身体能力を極限まで高める。主な使用者は明神と、師匠である先代明神。陰魂のハセも使える。
剄蘭（ケイラン）
手に気を練り込み溜め、そのまま掌からエネルギーとして噴出する。
剄櫻（ケイオウ）
霊を内部から分解する。「陽魄は天帰　陰魄は地帰　天に属せぬ者よ　大地へ還れ」という詠唱で発動。喰らったとしても何らかの方法で気を体から逃がせば生還できる。
剄楓（ケイフウ）
剄を巡らせた手刀を振り下ろし、霊を切断する。
飛（フェイ）
脚に剄を乗せることで高速移動する。案内屋が上級陰魄と戦う際に共通して使う。
剄櫻 円想虚“空”
空中に放出した自身の剄をコントロールし、球状に変化して外側から内側へ凝縮して攻撃する。
剄華燎乱 “闇螢”（ケイカリョウラン ヤミボタル）
打撃のインパクトの瞬間に最大まで溜めた剄の力を爆発させる。明神独自の技である。
白虎の構え
剄を体の一部のみに集中させることにより、攻撃力を飛躍的に上げる。ただし、剄を集中した部分以外の能力は激減する。

#### 水の梵術
水（バ）の梵術は、「剄伝導」である。様々な物質へ剄を伝達・操作する技術。傷を癒したり結界を張ることができる。主な使用者は湟神澪。
活剄 血刃鬼百合（カッケイ ケツジンオニユリ）
対象に刀を突き刺すことで体内に剄を浸透させて傷を癒す。
水剄郭 浄浄沙房（スイケイカク ジョウジョウサボウ）
周囲に直方体の水の壁による結界を張る。
守剄 瞬水陣（シュケイ シュンスイジン）
自身を包み込む球状の水の結界を張って防御する。
血華美刃 鬼百合（ケッカビジン オニユリ）
刀による剄伝導で相手を内部から破壊する。

#### 風の梵術
風（カ）の梵術は、「身剄融合」である。自分の肉体を周囲の大気やエネルギーに変化・同化させることが可能である。使用者は神吹白金および師匠である神吹銀一。白金の場合、腰のライダーベルトを叩くことで術が発動するようになっている。
天使の一服（スモーキーエンジェル）
自身の体を霧へと変化させて相手の物理攻撃を無効化し、広範囲を覆って撹乱する。
天使の五重奏（エンジェルクインテット）
霧から5人の分身を作り出す。この分身は全員本物であり霧でもある。

#### 火の梵術
火（ラ）の梵術は、「心現放射」である。剄をイメージ通りに発現し、そのエネルギーを遠距離へ射出する技術。使用者は火神楽正宗および師匠である火神楽・M・忠勝。彼らの場合は剄を銃火器の形で発現し、狙撃に用いていた。

### 陽魂の技
ガク
高回転（フルスロットル）
木槌で瞬時に殴りかかる。
900mmラブ・パラベラム
木槌を弾丸のように変化させて高速で振り抜く。
“紅炎”灼熱の恋煩い（“プロミネンス”オーバーヒート・ソウルズ）
焔狐を取り込んだことにより、その力を利用した技である。焔狐が放った炎をハンマーで叩き、相手に撃ち込む。
マジカル・オーロラ・プリティ・グレーター・スイスマウンテンドッグ・明神殺し
明神曰く「ド適当かつオレ限定の必殺技」。
エージ
ゴーストバスター・ストライク
魂のエネルギーを野球ボールに変化させ、対象に投げ付ける。
GBS（ゴーストバスター・ストライク）マシンガン
ゴーストバスター・ストライクを大量に放つ。
ツキタケ
ウールサーキット
伸縮自在のマフラーを長く伸ばして空中を滑走する。
ゴーストカットスライサー
エージとツキタケの併せ技。エージが打ち出す球の形の高エネルギーをツキタケが捌いて加速させ、それをエージが打ち返して相手に放ち切り裂く。
地蟲
鉄奇開々（テッキカイカイ）
マンホールの蓋を穴が開いたように一瞬消失させて、また元に戻す。一族全員が使えるが、1日1回しか使えない。
地蟲陣砕々（チコジンサイサイ）
複数の地蟲達で地蟲の唄を歌うことでエネルギー弾のようなものを発動させる。
地氣衡天（チキショウテン）
複数の地蟲の魂を対象に注ぎこみ、対象の魂を活性化させる。

### 陰魄の技
陰魄共通
魂殻変化（こんかくへんか）
体の一部または全体を変化させることで、身体能力や異能力をより強く発揮させる。陰魄の中でもアニマに固有の力であり、生前の獣としての姿に近いフォルムに変身する。
異天空間（トバリ）
パラノイドサーカスが無縁断世によって手に入れた力であり、濃密な霊場を作り上げ、次代と共に失われた妖の力を蘇らせる結界を張る。個人個人でその内容は大きく異なる。
ハセ
魄櫻（ハクオウ）
先代明神の使う剄櫻の陰魄版。自身の魂のエネルギーを相手に注ぎ、破裂させる。技の効果および詠唱は剄櫻と全く同じであり生者にも効く模様。作中ではこの技で明神を成仏しかけた。
魄蘭（ハクラン）
先代明神の使う剄蘭の陰魄版。大量の魂のエネルギーを放出して攻撃する。明神曰く、魄蘭と全く同じ技とのこと。
魂殻変化
トカゲのような姿に自身を変化させる。
コモン
炎陣・狩猟結界（エンジン・ハンティングワールド）
取り込んだ同族の焔狐を大量に呼び出す。
紅炎（プロミネンス）
焔狐の炎を放つ。
炎陣「大喰いラコン」
同族である焔狐の霊を複数操る。
大炎陣
すべての焔狐を召喚する。
魂殻変化 “炎陣“
下半身を狐に変化させる。
キヌマ
水陣 “硬断甲“（すいじんこうだんこう）
自身を中心に球状の甲羅で覆う。
水陣 “六渦旋“（すいじんろっかせん）
水をオーラで包み込み、水球として6つ同時に投げ付ける。
水陣 “大渦旋”（すいじんだいかせん）
六渦旋の全ての水球を集結させた巨大な水球で攻撃する。
魂殻変化 “水陣“
甲羅を大きく変化させる。
ホルト
飄風（ヒョウ）
手から突風を放つ。
疾風（アクセル）
高速移動する。
太刀風（タチ）
「疾風」の高速移動から繰り出す抜き手攻撃。
瞬渦太刀風（シュンカタチ）
魂殻変化を行った状態で大量の風による高速スピードを得て敵を切り裂く。連載時は読みが「シュンカタチカゼ」だったが、コミックス収録時に変更されている。
魂殻変化 “風陣 超高速“（フウジン フルアクセル）
背中に翼を生やし、周囲の空気を集めて強大な風を作りだせるようになる。
ゴウメイ
異天空間 “招雷吼”（ハウリングストーム）
外界から遮断された雷雲の結界を張る。
起雲蛮岩（バーバリアンロックス）
「吼雷招」の雷雲を変化させて、円形闘技場を作り出す。
雷角（らいかく）
腕を雷化させた状態で殴り付ける。
雷角・毘沙門
雷化させた腕を振るうことで前方に黒い電撃のエネルギーを発生させる。
轟雷掌（ゴウライショウ）
両手を使い強烈な雷を放つ。
魂殻変化 “凄天太聖“（セイテンタイセイ）
ベルトについている巻物を空中に放り投げ、雷の力を集め、それを受けることで全身の体毛や体色・装備が変化し、雷の化身となる。10年の間に修行した成果で、異天空間を使っていても魂殻変化が可能である。
雷針（ライシン）
体毛を毟り取り、それに息を吹き掛けて飛ばす。魂殻変化を行った状態でのみ使用した。
ミズチの技
龍脈之蛇（リュウミャクノヘビ）
自らの分身である大地の龍脈の気を狂わせる「竜脈狂化」の力を持った蛇「水霊（ミズチ）」を操る。周囲の気を狂わせ、誘爆させて攻撃するが、一匹一匹の殺傷力は高くない。
異天空間 “嘆きの雨”
自身を中心に黒い雨を降らせ、円形状の結界を張る。この異天空間の中は無数の水霊の巣であり、水霊が結界内から出ることで敵の体内の気を狂わせて相手を爆破する。
キヨイの技
異天空間 “グレイブバースディ”
自身の故郷のイメージした、大量の墓標が並んだ草地が広がる結界を張る。相手の足下から黒く細い角で貫き、何年もかけて精神エネルギーを吸い取る。キヨイより魂の小さい者は抵抗することができない。有効範囲が見た目より狭いなど、異天空間として不完全な部分がある。姫乃に眠る無縁断世と、過去に得た雪乃の無縁断世を合わせて完全なものになるという。
コクテンの技
異天空間 “闇の女王”
吸血することで人間の心を奪い、音波で行動を操る。範囲は直系1キロメートルであり、閉鎖能力は無い。作中では使用されていない。

## 登場人物

### うたかた荘
明神冬悟（みょうじん とうご）
本作品の主人公。「案内屋」の男性であり、霊と生者のためのアパート「うたかた荘」の管理人を務める。1月15日生まれのA型。黒いコートとサングラスを愛用している。生まれながらにして魂の力が強いため、髪の毛が白い。飄々とした性格で人目を気にせずアズミに絵本を読んだり、敵の攻撃をわざと受けたり、その場の成り行きで名前を勝手につけるなど、掴みどころのない言動が多い。また、非常に寝相が悪く、体力は高いが学力は低い。幼い頃に航空機事故で両親と死別し、その時を境に霊が見えるという特異体質が現れ始めた。親族の家をたらい回しにされ、霊に対する恐怖も重なり人に対して心を閉ざして不良となるが、先代明神と出会ったことで更生して案内屋の修行をする。「明神」の名前は死んだ師匠から受け継いだものであり、本来の名前は「久能冬悟」（くのう とうご）である。
梵術を駆使して「陰魄」と戦うが、未熟なうちに師匠を失い、経験を重ねながら手探りの状態で徐々に技を習得していく。始めの頃は「黄布」を補助具として腕に巻きつけて戦闘していたが、ハセとの戦いで「空の梵痕（キャのサン=スティグマ）」を得てからは黄布を必要としなくなった。敵を倒した時の決め台詞は「梵（BOMB・ボン）」である。平凡な生活を何より大切に思っており、姫乃の生活を守るために彼女を全力で守ろうとする。
決戦後に24歳の誕生日を迎えている。
桶川姫乃（おけがわ ひめの）
うたかた荘の住人の中では、明神を除いて唯一生者である女子高生で、あだ名は「ひめのん」。4月12日生まれのO型。幼少時は母親の雪乃と2人暮らしをしていたが、母親と死別後は祖父宅や親戚を転々とした後、都内の私立高校に入学するため上京した。物心つく前に陰魄に遭遇したことがあり、10年後の上京初日にその陰魄から命を狙われる。明神と出会い、霊が見えるようになるが接触することはできない。自分より他人を気遣う優しい性格だが、いざというときには譲らない強情さも併せ持っている。母親のお腹にいる時に「無縁断世」の力を半分受け継いだために霊感が強く、無縁断世の力を求めるコモン達やパラノイドサーカスに狙われる。
エージ
陽魂の少年。本名は眞白（ましら）エージ。5月25日生まれのO型。趣味は野球で、具現化したバットを常に持ち歩く。熱血少年で明神に憧れ、明神の言う「クールにサイキョー（最強）」を目指している。アズミやツキタケに比べれば年長で落ち着いている様子だが、異性に対する年相応の好奇心も持っている。生前、肝試しのつもりで富士樹海に入り、そこで陰魄に殺害された。一緒にいた妹・真知（まち）は樹海の入り口に留まったので無事だったが、家族は彼の死を知らずに帰りを待ち続けているため、自分を殺した陰魄を倒し、自分の死体を見つけて両親と妹に自分の死を証明しようとする。
アズミ
陽魂の少女。本名は「木備野安曇（きびの あずみ）」。8月8日生まれのAB型。 「小さな怪獣」と言われるほど活発で、絵本や落書きを好む。母親と道を歩いていた時に車に轢かれ、そのまま死亡した。一切の戦闘能力を持たず、明神達が戦いに趣く時は留守番をしている。
ガク
陽魂の青年。本名は「犬塚我区（いぬづか がく）」。10月11日生まれのB型。通称「Mr.ガラスのハート」。普段は色々な所を放浪していて、うたかた荘にはたまに訪れる程度だったが、姫乃に一目惚れしてからはうたかた荘に定住するようになる。姫乃に対する恋心と性格的に合わない理由から明神を敵視し、喧嘩をすることがしばしばある。姫乃にははじめのうちは恐がられていたが、後に「ガクリン」という愛称で呼んでもらえるようになる。
繊細でナイーブな反面、感情の起伏が非常に激しく、一度感情的になると手がつけられず、陰魄に近い状態になる。生前は裕福な家の出身で数学が得意科目の秀才だったが、自身の精神構造が災いしてみるみる落第し（数学だけは全国トップを維持）、女子への嫌がらせに近い告白や「ピコピコハンマー乱闘籠城事件」などの数々の逸話を残している。浪人生の時にツキタケと出会うが、「雉ノ葉月武誘拐事件」に巻き込まれて命を落とした。そのため、事件の黒幕である轟宗之助とその協力者であり、悲劇の舞台となった団地の全住人を憎悪して復讐を目論んでおり、その強い負の感情を十味から危惧されている。
ピコピコハンマーを所持しており、感情に伴って金槌など様々な形態に変化させる。このハンマーはガク自身の破壊衝動の現れであり、特に感情が昂った時には大きな木槌や弾丸に変化する。さらにコモンとの戦いの中で焔狐の力を吸収し、炎を自在に操れるようになる。戦闘能力はうたかた荘メンバーの中で明神に次いで高く、鋭い洞察力による頭脳戦を得意としている。敵を倒した時の決め台詞は「愛の障害排除完了！」である。自分を慕ってくる相手が傷付けられた時は激高し、敵が女であろうと容赦する姿勢は見せない。
当人曰く「愛されるのではなく愛する側の存在」。また、陽魂としての存在には「陽魂も陰魄も違わない」と断言しており、「自分を縮こまらせる常識はいらない」としてコモンの眷族であった焔狐を食って取り込む、平然と空を歩くなど、通常の陽魂を超越した力を持っている。
ツキタケ
陽魂の少年。本名は「雉ノ葉月武（きじのは つきたけ）」。6月6日生まれのA型。ガクの弟分で常にガクと行動を共にしている。一人称は「オイラ」。ガクを「アニキ」、明神を「ダンナ」、姫乃を「ねーちゃん」、そして澪を「アネゴ」と呼ぶ。性格は強気で意地っ張りである。家のことで周囲から苛められていたので、あまり他者と交わろうとはしなかったが、バオとの戦いを通じてエージとの間に友情が芽生える。生前はかなり裕福な家庭の生まれで、不良に恐喝されていたところを生前のガクに救われる。ガクの家から帰宅する途中、覆面の男達に拉致されて最終的にガクと共に命を落とし、陽魂となった。戦闘はできるが、直接攻撃するような手段は持っておらず、基本的にエージとコンビで戦い、エージの援護をする。

### 案内屋
明神勇一郎（ミョウジン ゆういちろう）
故人。明神の師匠で、先代の「明神」の称号の持ち主。本姓は不明。黒いサングラスとコートを愛用し、サングラスは絶対に外さない。「うたかた荘」を購入し、身寄りのない明神を拾って共同生活を送りながら、明神に案内屋の修行を手ほどきした。性格は豪放磊落で、つかみどころがなく飄々としている。明神へ「お嫁にいけんぞ」と言ったり、澪にいい加減なうたかた荘の地図を送ったりするなど、滅茶苦茶で周囲を戸惑わせるような言動が多い。澪の言によれば「ドエロ」でもあったようで、実際彼女に対するセクハラはかなり強烈だった。
案内屋として強い力を持っていたが、ハセとの戦いで明神をかばい、絶命した。魂はハセに囚われていたが、後の再戦時にダメージを受けたハセから吐き出されて開放。明神に新たな力である「空の梵痕（キャのサン=スティグマ）」を授け、その使い方を伝授した上で「それが出来れば一人前だ」と告げて昇天した。剄の総量は素人に毛が生えた程度で、当代明神の10分の1以下であった。抜群の技術力やセンスで歴代の明神最強と呼ばれる戦闘能力を持っていたが、発揮できる力の最大値が低いために、強敵には苦戦を強いられることもあった。身寄りの無い明神を育てていたのは、来るべき戦いに備えて人間側の切り札を用意するためでもあった。
湟神澪（コウガミ みお）
腹に「水の梵痕（バのサン=スティグマ）」を持つ。本名は園城寺澪（おんじょうじ みお）。趣味はぬいぐるみ集め。スタイル抜群の美人で、白のニッカボッカを着用し、ハンチング帽を被る。治癒術・結界術に長けており、戦闘では腰に提げたペットボトルの水と、刀を武器とする。性格は威勢のいい姉御肌で、普段は冷静に振る舞っているが、沸点は低く短気な一面もある。アズミのことをとても可愛がっている。
幼い頃に両親を亡くした孤児であり、師匠の湟神一兆に引き取られる。荒れた青春時代を送っており、14歳にしてレディースのリーダーになっていた。一兆との修行からもたびたび逃亡していたが、その度に先代明神に連れ戻された。
無縁断世を巡る戦いへ向け、先代明神の死を知らないまま、先代明神を訪ねてうたかた荘を訪れる。弟子時代の明神との面識はなかったが、過去、師匠に連れられた姿を見ていたため明神の存在自体は知っており、うたかた荘に合流後はシャボン玉を利用した修行で彼を鍛えた。
襲来したパラノイドサーカスが人間に危害を加えないよう、自ら決闘を提案する。すぐにでも戦闘をしたいミズチに交換条件として右腕を持っていかれ、不利な状況のまま最初の戦いに臨む。
神吹白金（カンブキ シロガネ）
自称「プラチナ」。腰に巻いたライダーベルトの中に「風の梵痕（カのサン=スティグマ）」を持つ。自称「世界を救うヒーロー風（カ）のプラチナ」。性格も容姿も派手で、後ろ髪だけが黒い白髪の優男で、着崩したスーツとサングラス、梵字の書かれたライダーベルトを身に着けている。幼少の頃に神吹銀一の元へ養子として預けられ、以降は銀一流スパルタ教育を受けた。湟神澪や火神楽正宗とは修行時代からの幼なじみである。澪に恋心を抱いていたが、彼女にはパシリ扱いされていた。「世を忍ぶ仮の姿」はサラリーマンであり、髪を黒く染めた地味な外見で非常に腰が低い。
火神楽正宗（ヒカグラ まさむね）
「火の梵痕（ラのサン=スティグマ）」を持つ。タバコを咥え、右目に眼帯を装着している。髪の毛は眼帯のない左側の一部だけが白い。幼い頃に両親を戦争で失い、傭兵であった先代の火神楽に拾われ案内屋になる。白金とは修行を共にした親友であり、よき相談相手でもある。白金の本心を当時から知っていた。周囲が熱くなったり盛り上がったりしている中でもポーカーフェイスを崩さない。
湟神一兆（コウガミ いっちょう）
澪の師匠で、育ての親でもある。長い白髪と髭をたくわえた小柄な和装の老人。本名は神山一兆（かみやま いっちょう）。左胸に「水の梵痕（バのサン=スティグマ）」を持つ。全国の除霊師や案内屋との間に広いネットワークを持つ、霊能力者たちのリーダー的存在である。17年前、先代明神とともに桶川雪乃と対面し、彼女の意志を確かめた。その後は雪乃を守るためパラノイドサーカスと戦う。
火神楽・M・忠勝（ヒカグラ・マイク・ただかつ）
正宗の師匠。右腕に「火の梵痕（ラのサン=スティグマ）」を持つ。黒々とした口髭が特徴の中年男性で、サングラスと葉巻を愛用している。14年前の戦いでは、長距離火力による狙撃で敵を追い込む役割を果たしていた。軽い人間が嫌いで、軽口を叩く先代明神に説教する場面もある。海外で傭兵の経験があり、「バレットイーグル」という名の非合法バーのマスターをしていた。
神吹銀一（カンブキ ぎんいち）
プラチナの師匠。本名は松倉銀一（まつくら ぎんいち）。左の掌に「風の梵痕（カのサン=スティグマ）」を持つ。「処刑者銀一」と恐れられている。端正な顔に眼鏡をかけ、スーツを着こなす。高い分析力を持ち、14年前の戦いにおいて、案内屋の中に裏切り者がいる可能性を指摘した。また、アニマたちの背後にいる統率者の存在も予想していた。仮の姿は高校教師で、世界史を担当していた。弟子や生徒に厳しすぎる一面があり、受けは悪かったらしい。
壊神幽響（エガミ ゆうこう）
「地」の梵痕（アのサン=サティグマ）を持つ元案内屋。壮年の男性で、額の左側に銃痕のようなものが見られる。トランプを所持している。14年前の戦いにおける裏切り者であり、現在は「幽灯大師観照」を名乗る陰魄と化しており、仮面をかぶり人間たちに戦いを挑んでいる。
雪乃曰く「力の強いオモチャを手に入れて喜んでいる子供」。雪乃とパラノイドサーカスがうたかた荘に居着いてからは姿を消しており、行方は不明。

### 陽魂
地蟲（チコ）
ネズミやモグラなど、小動物の魂の集合体「陽仙（ようせん）」の一種。明神達が住む町の下水道に棲んでいる。丸い体とブタのような鼻が特徴的である。長老のジジ以外は個別の名前を持たないため、うたかた荘にやって来た2匹を明神が「チコゾー」「チーコ」、最初に姫乃を連れてた一匹を「チコちゃん」と名付ける。

### 陰魄
流仙蟲（ルセンチュウ）
動物の怨みや憎しみの情念が集まり形を成した霊の一種。イルカもしくは金魚のような姿をしている。人間の魂を食う霊としてほぼ退治されていたが、封印だけして放置されていた一匹が、森で迷っていた幼い頃の姫乃に出会い、帰り道を教える代わりに封印が解けた10年後に魂をもらいに行くと一方的に持ちかける。その後自由になり、姫乃を追って東京に現れるが明神に阻まれ、最後は「剄櫻」で倒された。
姫乃らと共に「こち亀」に出演した事もある。
カンテラ法師
自分より力の弱い霊魂を狩り、カンテラの灯りとして取り込む陰魄。手に持ったカンテラから炎を放ったり、カンテラで殴打するなどして攻撃する。性格は非常に執念深く邪悪で、卑屈である。樹海に住んでおり、通りかかったエージに因縁をつけた。反撃されて手傷を負ったことに腹を立て、エージや姫乃を襲うが、エージの「ゴーストバスター・ストライク」と明神の「剄蘭」の連携で撃退された。
アズミの母
アズミとともに交通事故死した。離れ離れになったアズミを探し回るうち、娘を求める気持ちが強すぎて陰魄になりかける。その思いの現れとして、背中から巨大な腕が生えている。銭湯の煙突に居座っていたところで明神らと接触し、アズミとも再会を果たす。意識が暴走していたが明神の「剄楓」で陰魄となっていた背中の腕を切りとられ、自我を取り戻したが、これにより現世に留まる強い力を失う。幼いまま命を落とした娘にもっと世界を見てほしかった、遊んでほしかったと願い、アズミを明神に託して成仏する。
ハセ
トカゲの陰魄。本来の顔を隠し、代わりにコモンの顔を模倣した顔を持っている。ほかの魂を吸収することで力を増大させることができる。かつて明神師弟と戦い、先代明神を殺害してその魂を奪った。それにより先代明神の技が使える唯一の陰魄になった。
陰魄となった後、古い集落に居た時にコモンと出会い、彼に言われるがままに陽魂を狩っていた。やがて力と知恵をつけてコモンを襲撃するが敗北し、逃亡の後にキヌマと出会う。弱者をいたぶり自らの力を増すことに酔うが、変遷を続ける自らの正体や陰魄の在り方について考察し弁論を振るうちに、哲学的な一面も持つようになる。明神生存の噂を聞きつけてうたかた荘に来訪し、明神と2回対戦。自分の技だけでなく先代明神の技も使い明神達を苦しめるが、最後は成長した明神に敗れて逃走した。キヌマの手で上半身のみ復活するが、コモンと再会した直後にその場で消滅した。
ノミ＆カンナ
林の中の廃寺に棲みついていた二匹組の陰鬼（オンキ）と呼ばれる陰魄。場に澱んだ邪気を集めて巨大な鐘状の陰魄・カナゴモリを作り上げ、人間を襲っていた。その事件の調査を十味に依頼された明神と、犯人ではないかとの疑いを晴らそうとしたガクと戦う。明神にカナゴモリを倒され、自分たちもガクの一撃で二匹まとめて消え失せた。
幽灯大師観照（ゆうとうだいし かんてら）
鳥籠のような物に乗った、巨大な僧形の霊。顔全体を隠す頭巾を被っている。人間願望との戦いの直後、姫乃を母・雪乃の元へ連れて行こうと現れた。コモンの放った大量の焔狐を強大な炎の中に吸収する。その正体は、元案内屋・壊神。パラノイドサーカスを利用して人間世界を滅ぼそうとする。
活岩の獅子（かつがんのしし）
パラノイドサーカスになるはずだった幼い陰魄。異天空間を発動して雪乃を幽閉している。実は7年前に雪乃に手なづけられ、パラノイドサーカスへの協力を拒んだ彼女の意思によって異天空間を発動、ともどもそこに閉じこもっている。
本体は顔面の半分を占めるほど巨大な一つ目を持った獅子の姿で、異天空間は自身をそのまま岩と化して巨大化させたような風貌。眼球の部分が異天空間の本体で、獅子自身と雪乃はそこに篭っている。
明神の24歳の誕生日には、彼を祝うためうたかた荘を訪れたが、家より巨大な異天空間を展開したままだった。

### 人間願望（アニマ）
コモン（狐門）
「焔狐（ほむらぎつね）」の妖の霊。元パラノイドサーカスのメンバーであり、地下水道に棲むアニマのリーダー格である。外見は青年だが、キツネの耳と尾を持つ。気が短く、冷徹かつ残忍な性格の持ち主。かつてハセを育てていた。キヌマたちのグループに加わったのは最近だが、グループの中で最強を誇り、キヌマが「獣の中の異端」と言うほどの力を持っている。地下に迷い込んだ姫乃を狙う「狩り」をキヌマたちに提案し、地下水道の戦いで明神達を相手に圧倒的な力を見せつける。しかし、明神達と地蟲の団結や、極限状態からの明神の成長によって逆転され、さらに子分であった焔狐達の反逆に遭い、明神の必殺技「剄花繚乱 闇螢」を受けて消滅した。
キヌマ（亀沼）
沼に棲んでいた古老の亀の霊であるが、老人の姿をしており甲羅を持つ。性格も老獪でホルトに「世渡り上手」と評された。魂の再構築師と呼ばれる技術者であり、自己再生が不可能になった状態から魂を修復できる力を持ち、明神に倒されたハセを修復した。また、ミズチも彼の力を評価している場面がある。
ホルト
鳥の霊であり、鳥頭の人間の姿をしている。プライドが高く、自分より強いコモンを常に意識していた。「ホハッ」「ホハハハ」と独特の奇声や笑い声を上げる。ガクと戦うが、彼の新技「900mmラブ・パラベラム」の前に敗れ、消滅した。 本人曰く名前は「異国の地で鳥の神と崇められる者の名」と述べている。
バオ
動物園で飼育されていた象の霊であり、容姿は二足歩行の象でホルトに従っている。エージ・ツキタケと対決し、合体技「ゴーストカットスライサー」で真っ二つにされるが、その場で消滅はせず、強い負の感情でかろうじて再生し、動き回れる程度の力を取り戻す。コモンを倒した明神たちが地下を脱出した後、地上へ出て姫乃を追うが、偶然聞いた姫乃達の会話から未練を捨て、消滅する。名前は自身の「バオ」という鳴き声からホルトが命名した。生前、動物園で飼われていた時は「パオパオ」という名前だった。

### パラノイドサーカス
キヨイ
人間を呪い殺す力を持ち、悪魔とも呼ばれる多角の山羊の妖、「呪殺のバフォメット」の人間願望である。パラノイドサーカスのリーダー的存在であり、先代明神も畏怖するほどの力を持っている。外見は穏やかな雰囲気の美貌の青年で、頭部に二本の角があり、黒い毛皮のコートと帽子を身に着けている。英語混じりの口調で話す。ゴウメイ・コクテン・グレイとは生前からの仲間である。彼等と自分自身を救うため、真霧を殺害した際に能力の反動で死亡し、パラノイドサーカス誕生のきっかけを作り、人間願望となった。人間に対する憎悪は深く、心から人間の根絶を望んでおり、無縁断世である姫乃を狙う。
決戦後は生き残った仲間ともどもうたかた荘に移住、明神の言う「共存の可能性」をともに探っている。日常生活ではコクテン共々サボリがちだが、その都度雪乃に怒られている。
文脈の切れ目に英語を入れる独特の語り口が特徴。
ゴウメイ
放電現象を起こす力を持つ猿の妖、中国の伝説の生物・雷猿（らいえん）の人間願望である。外見は筋骨隆々とした大男で、雷を操る起点である二本の触角を頭部に持つ。性格は荒々しく乱暴で、非常に好戦的である。ただし、戦えれば何でも良いというわけではなく、強者同士の真剣勝負に意義を感じ、一対一の勝負にこだわっている。キヨイ・コクテン・グレイとは生前からの仲間である。敵には容赦ないが、仲間思いな面もある。かつてコモンをパラノイドサーカスに勧誘した。
コモンを倒した明神に目をつけ、うたかた荘との決闘・第二回戦で対決する。脱出戦の際には前線から離脱していたが、最後にはキヨイらとともに正宗の射撃を受け止めた。
決戦後は他の仲間とともにうたかた荘に移住。巨体ゆえに雪乃の運び役となっており「ゴウちゃん」と呼ばれている。
グレイ
時間の流れを狂わせる「クロックワーク」の力を持つ兎の妖、西洋の伝説の生物・クロックラビットの人間願望。長髪に眼鏡をかけた男性の姿をしており、頭部からロップイヤーのように長い耳が垂れ下がっている。聴力が高く、垂れ下がった耳を上げれば数10m離れた話し声も聞き取ることができる。キャベツより人参が好き。キヨイ・ゴウメイ・コクテンとは生前からの仲間である。特にキヨイへの忠誠心は高いが、実はただの忠誠心ではなく愛。それゆえ、キヨイのためならばあらゆる手段をいとわない。
計算高い性格で、敵の前では常に落ち着きを見せる。その冷静さからうたかた荘との決闘を取り仕切るが、じゃんけんに負けて後から合流してきたコクテンに出番を奪われている。
うたかた荘への移住後はすっかりなじんでいるが、なまじタイプが似ているガクとは犬猿の仲。
コクテン
人心を惑わし操る吸血蝙蝠の妖「皇帝コウモリ」の人間願望。パラノイドサーカスの紅一点である。頭部にコウモリの羽を生やした巫女装束の少女の姿をしている。この羽根は弱点らしく、白金にくすぐられた時には笑い泣き状態になりながら拒絶反応を示していた。性格は凶暴で、無邪気な物言いの中に暴力的な言葉を含むことが多い。
明神達に気軽に話しかけたり、一緒に観戦したりとほかのアニマより社交的に接してくる。戦略上の都合とミズチの名誉のため、明神達にむやみに手を出すような真似はしなかった。キヨイ・ゴウメイ・グレイとは生前からの仲間であり、キヨイに好意を持っている。 死後、自分達の亡骸が見せ物扱いされることに激怒し、異天空間を用いて黒鳴町および雉ノ葉邸を乗っ取る計画を企てた。
うたかた荘への移住後はもっぱらキヨイの傍に侍っているが、一緒になってサボるため雪乃に怒られている。
ミズチ
地中における気の流れである「龍脈」を乱す力を持つ蛇の妖「水霊（ミズチ）」の人間願望。外見はオールバックで三白眼の男性の姿をしている。体内に無数の黒い蛇を宿している。これは、彼が共生する水霊たちの集合体である。仲間意識や協調性というものが理解できず、強い結束を持つほかのメンバーが理解できない。冷酷・非情・陰険な性格で、目的達成のためならば手段を選ばない。その上狡猾で、心理的な駆け引きも巧みである。戦う時には短刀を使用する。
うたかた荘メンバーとの決闘第一回戦で澪と激突し、持ち前の戦略で彼女を形勢不利に追い込むが、澪にその上を行かれ「血華美刃 鬼百合」を受けて敗北する。最期は自分らしく派手に消えたいとゴウメイに頼み、ゴウメイの介錯で完全消滅した。

### その他
桶川雪乃（おけがわ ゆきの）
姫乃の母親。「無縁断世」であり、若い頃から陰魄に狙われ続けてきたが、身籠っていた姫乃のために無縁断世の宿命に従うことを拒否する。その強い意志に賛同した先代明神や、そのほかの梵痕（サン＝スティグマ）を持つ案内屋に守られながら姫乃を育てたが、パラノイドサーカスによって拉致される。長期間行方不明であり、姫乃は死んだと思っていたが、肉体と魂が分かれた特殊な状態で生存し、「倚門島（イモントウ）」という場所に囚われていた。だが、パラノイドサーカスの新入りになるはずだった陰魄「活岩の獅子」を手なずけたことで、その異天空間を利用できるようになり、獅子と共にそこに閉じこもって協力を拒んでいた。
観照と化した壊神の内心を見通すなど観察眼は鋭い。決戦後はうたかた荘に迎えられており家事に勤しんでいるが、怒らせるとキヨイですら頭が上がらないため、実質パラノイドサーカスのまとめ役に近い立ち位置にいる。
十味源五郎（とみ げんごろう）
通称「トミのじーさん」。元刑事の老人で、霊を見ることができる。開襟シャツとハゲ頭がトレードマーク。明神とは付き合いが長く、よく仕事を持ちかけにうたかた荘を訪れる。しかし、その報酬は大抵支払われない。現役当時、喧嘩を繰り返して頻繁に補導されていた明神を先代明神に預けた。先代の死に際し「自分が明神を継ぐ」という冬悟の決意表明を聞いたのも彼だった。「雉ノ葉月武誘拐事件」を追い続けており、ガクの暴走を危惧している。現役時代の相棒・真路川（まじかわ）刑事とは今も付き合いがある。
轟宗之助（とどろき そうのすけ）
雉ノ葉家の運転手。仕事の外でも車好きな青年であり、「轟」という名字と引っ掛けて「自分から車をとったらただの宗之助だ」という冗談をよく口にしていた。ガクと出会うまでのツキタケにとって唯一の理解者だった。
実は15年前に借金苦（恐らく雉ノ葉家が貸主）を理由に一家心中した家族の生き残りであり、その復讐としてツキタケを誘拐し、追ってきた重傷のガク共々殺害した本人。また、何かしらの霊的な力を得ているらしく、団地の住人は子供に至るまで轟の支配下にあり、霊となったガクを見ることが出来る。
真霧（まぎり）
珍種動物のコレクターで、動物を実験道具としか見ていない。生前のキヨイ・ゴウメイ・コクテン・グレイを入手し、実験を行っていた。彼の虐待によって衰弱し、死を迎えようとしていた仲間達を救うため、キヨイによって殺害される。
雉ノ葉豪造（きじのは ごうぞう）
ツキタケの祖先である真霧のコレクター仲間。真霧の殺害後、パラノイドサーカスの死骸は彼が引き取った。その亡骸を貴重な資料として扱ったことがコクテンの怒りに触れ、彼女のトバリに狙われることとなる。

## 読み切り版
第10回ストーリーキングマンガ部門準キング受賞作（『青マルジャンプ』掲載）と、『週刊少年ジャンプ』2004年45号掲載の2本の読切が存在する。連載版の原型となっている。

## 書誌情報

### 単行本
1. 「イルカはしゃべらない」2005年12月2日発行 ISBN 4-08-873898-5
2. 「道標」2006年2月3日発行 ISBN 4-08-874021-1
3. 「人間願望（アニマ）」2006年4月4日発行 ISBN 4-08-874044-0
4. 「犬塚我区」2006年7月8日発行 ISBN 4-08-874132-3
5. 「選択」2006年9月4日発行 ISBN 4-08-874253-2 番外編「ダベるひと」収録
6. 「籠城・うたかた荘」2006年11月2日発行 ISBN 4-08-874275-3 読切「みえるひと」収録
7. 「みんなで」2007年1月4日発行 ISBN 978-4-08-874302-8 番外編「NEVER END」・読切「みえるひと」収録